# Hermannia oliveri
Hermannia oliveri är en malvaväxtart som beskrevs av Karl Moritz Schumann. Hermannia oliveri ingår i släktet Hermannia och familjen malvaväxter. Inga underarter finns listade i Catalogue of Life.